# Sanchytriaceae
Die Sanchytriaceae sind eine artenarme Familie von Pilzen. Sie sind die einzige Familie der Ordnung der Sanchytriales,  die wiederum als einziges die Abteilung Sanchytriomycota bilden.

## Merkmale
Die Sanchytriaceae besitzen einen monozentrischen Thallus, der auf dem lebenden Wirt sitzt. Die Zellwand des Wirtes wird mit einem Rhizoid durchstoßen. Sie bilden normalerweise amöbenähnliche Zoosporen mit einem ein bis zwei Mikrometer langen Kinetosom und einem unbeweglichen Pseudocilium. Das Sporangium besitzt zwei Zentriolen, die aus neun einzelnen Mikrotubuli bestehen. Eine sexuelle Fortpflanzung ist nicht bekannt.

## Ökologie und Lebensweise
Die Sanchytriaceae leben meist parasitisch auf Gelbgrünen Algen (Xanthophyceae) im Süßwasser. Sie kommen weltweit vor.

## Systematik
Die Sanchytriaceae wurden 2017 von Sergev A. Karpov und Vladimir V. Aleoshin erstbeschrieben, die Ordnung Sanchytriales und die Klasse Sanchytriomycetes dann 2018 von Tedersoo und Kollegen. Galindo und Kollegen beschrieben dann die Abteilung der Sanchytriomycota 2021, nachdem Klasse anfangs von Tedersoo und Kollegen zu den Monoblepharomycota gestellt worden war.
Folgende Gattungen gehören zur Familie:
- Sanchytrium  mit der einzigen Art Sanchytrium tribonematis
- Amoeboradix mit der einzigen Art Amoeboradix gromovi